# 勞里·馬爾卡寧
勞里·埃利亞斯·馬爾卡寧（芬蘭語：Lauri Elias Markkanen，1997年5月22日—），出生于芬蘭萬塔，職業籃球運動員。現效力於NBA聯盟猶他爵士，場上位置為大前锋。 
馬爾卡寧於2017年NBA選秀中被明尼蘇達灰狼選中，隨後與扎克·拉文、克里斯·鄧恩一起交易至芝加哥公牛以換取吉米·巴特勒和第一輪第16順位選秀籤。

## 早年生涯
馬爾卡寧出生於芬蘭萬塔，在于韦斯屈莱長大，並在當地的一支籃球隊打了三年。馬爾卡寧在2014年至2016年效力於芬蘭的HBA-Märsky。

## 大學生涯
2015年10月17日，馬爾卡寧對外表示他將會進入亞利桑那大學就讀。他成為亞利桑那大學繼邁克·畢比後第二個穿上10號球衣的球員。
2017年1月12日，馬爾卡寧在與對手亞利桑那州立大學的比賽中，出手18次投進了12球，攻下了大學生涯最高的30分，同時還在與對上北科羅拉多大學、華盛頓州立大學和華盛頓大學的比賽中錄得了三次大學生涯最高的13個籃板。
2017年3月19日，亚利桑那大学對上圣玛丽学院，最後亞利桑那大學以69-60战胜了圣玛丽学院，马尔卡宁貢獻了16分11篮板，帮助亞利桑那大學晋级NCAA锦标赛前十六强。 3月24日，亚利桑那大学對上泽维尔大学，但是最後亞利桑那大學以71-73不敌泽维尔大学，马尔卡宁得到了9分8篮板，未能帮助亞利桑那大學晋级NCAA锦标赛前八强。
大一賽季裡，马尔卡宁出場了37场比赛，场均出场30.8分钟，得到15.6分7.2篮板，入选全美篮球教练协会大学最佳阵容第三队、美聯社全美第三隊、體育新聞全美第三隊、太平洋十二校聯盟最佳新秀陣容以及太平洋十二校聯盟最佳陣容第一隊。
2017年3月31日，在大一賽季結束之候，馬爾卡寧宣布放棄最後三年的大學學業，並投入2017年NBA選秀大會。

### 大學統計數據
| 賽季    | 大學         | 上場次數 | 先發次數 | 上場時間 | 投篮命中率 | 三分球命中率 | 罚球命中率 | 篮板 | 助攻 | 抄截 | 阻攻 | 得分 |
| ------- | ------------ | -------- | -------- | -------- | ---------- | ------------ | ---------- | ---- | ---- | ---- | ---- | ---- |
| 2016-17 | 亞利桑那大學 | 37       | 37       | 30.8     | 49.2       | 42.3         | 83.5       | 7.2  | 0.9  | 0.4  | 0.5  | 15.6 |
| 生涯    | 生涯         | 37       | 37       | 30.8     | 49.2       | 42.3         | 83.5       | 7.2  | 0.9  | 0.4  | 0.5  | 15.6 |

## NBA生涯

### 芝加哥公牛（2017–2021）
2017年6月23日NBA选秀，明尼蘇達灰狼以2017年NBA選秀第7顺位选秀权选中了劳里·马尔卡宁。在選秀之夜後，灰狼將第七順位選秀籤與扎克·拉文、克里斯·鄧恩一起交易到芝加哥公牛，灰狼則換回了吉米·巴特勒和第十六順位選秀籤的賈斯汀·巴頓。7月6日，公牛队官方宣布正式签约马尔卡宁，合同为期4年价值2039万美元。他在徵得前公牛球員布萊恩·斯卡拉布萊恩同意後使用了24號球衣。
2017年10月20日，公牛客場對上多倫多暴龍的比赛中，马尔卡宁首次於NBA亮相，並取得了17分8篮板。10月25日，在公牛客场112-119不敌骑士的比赛中，马尔卡宁出场了31分钟，並攻下19分8篮板，其中命中了5顆三分球，至此，他NBA生涯前三场比赛一共命中了10个三分球，从而超越了凯文·杜兰特（4场比赛），成为NBA历史上命中生涯前10个三分球所用场次最少的球员。

### 克里夫蘭騎士（2021–2022）
在自由市場待價而沽一陣子後，最終確定先簽後換，以4年6700萬前進克里夫蘭。

### 猶他爵士（2022–至今）
2022年9月1日，馬爾卡寧與奧凱·阿格巴吉、柯林·塞克斯頓、三個首輪選秀權和兩個選秀權交換一起被交易到猶他爵士，以換取多諾萬·米切爾。2023年4月25日，馬爾卡寧最終獲得NBA最佳進步球員。

## 國家隊生涯
2015年，马尔卡宁代表芬兰青年隊参加了2015年欧洲U18篮球锦标赛並擔任先發，场均能夠得到18.2分，榮獲欧洲U18篮球锦标赛得分王。2016年，马尔卡宁代表芬兰青年隊出战2016年欧洲U20篮球锦标赛，场均得到24.9分，再次榮獲歐锦賽得分王。
2017年9月，马尔卡宁代表芬蘭國家男子籃球隊参加了2017年歐洲籃球錦標賽。9月10日，在淘汰赛芬兰57-70不敌義大利的比赛中，马尔卡宁出场了20分钟，得到4分、3个篮板，芬蘭无缘晉級欧锦赛前八强。

## 生涯數據

### NBA

#### 例行賽
| 賽季    | 球隊 | GP  | GS  | MPG  | FG%  | 3P%  | FT%  | RPG | APG | SPG | BPG | PPG  |
| ------- | ---- | --- | --- | ---- | ---- | ---- | ---- | --- | --- | --- | --- | ---- |
| 2017–18 | CHI  | 68  | 68  | 29.7 | .434 | .362 | .843 | 7.5 | 1.2 | .6  | .6  | 15.2 |
| 2018–19 | CHI  | 52  | 51  | 32.3 | .430 | .361 | .872 | 9.0 | 1.4 | .7  | .6  | 18.7 |
| 2019–20 | CHI  | 50  | 50  | 29.8 | .425 | .344 | .824 | 6.3 | 1.5 | .8  | .5  | 14.7 |
| 2020–21 | CHI  | 51  | 26  | 25.8 | .480 | .402 | .826 | 5.3 | .9  | .5  | .3  | 13.6 |
| 2021–22 | CLE  | 61  | 61  | 30.8 | .445 | .358 | .868 | 5.7 | 1.3 | .7  | .5  | 14.8 |
| 2022–23 | UTA  | 66  | 66  | 34.4 | .499 | .391 | .875 | 8.6 | 1.9 | .6  | .6  | 25.6 |
| 2023–24 | UTA  | 55  | 55  | 33.1 | .480 | .399 | .899 | 8.2 | 2.0 | .9  | .5  | 23.2 |
| 生涯    | 生涯 | 403 | 377 | 31.0 | .459 | .375 | .866 | 7.3 | 1.5 | .7  | .5  | 18.1 |